# Woman III
Woman III ist ein Gemälde des abstrakten Expressionismus des US-amerikanischen Malers Willem de Kooning, entstanden in einer Serie von sechs artverwandten Frauenbildnissen zwischen 1951 und 1953. Das Format des 1953 fertiggestellten Bildes ist 1,2 × 1,7 Meter.
Ab Ende der 1970er Jahre bis 1994 gehörte das Werk dem Teheraner Museum für Zeitgenössische Kunst, durfte aber nach der Islamischen Revolution von 1979 nicht mehr gezeigt werden. Schließlich wurde es 1994 durch den 
Schweizer Kunsthändler Thomas Ammann an den amerikanischen Musik- und Filmproduzenten David Geffen vermittelt gegen Hinterlassung des Königsbuchs Schāhnāme.
Im November 2006 veräußerte Geffen das Gemälde an den Hedgefonds-Milliardär Steven A. Cohen für 142,5 Millionen US-Dollar, einen der höchsten bis dahin für ein einzelnes Bild erzielten Beträge.